# Bulbine lamprophylla
Bulbine lamprophylla là một loài thực vật có hoa trong họ Thích diệp thụ. Loài này được Williamson miêu tả khoa học đầu tiên năm 1996.